# کوترنن
کوترنن (به فرانسوی: Couternon) یک کمون در فرانسه با جمعیت ۱٬۶۳۵ نفر است که در Canton of Dijon-2 واقع شده‌است.